# Meganne Christian
Meganne Louise Christian, de casada Wyatt, (Kent, 1987) es una científica de materiales, física atmosférica y candidata a astronauta en calidad de reserva con nacionalidad anglo-australiana-italiana. que trabajó como científica de materiales en el Consejo Nacional de Investigación de Italia (CNR) en Bolonia, como física atmosférica en la Base Concordia en la Antártida y que en noviembre de 2022, fue seleccionada como miembro de la reserva de astronautas de la promoción de astronautas de 2022 de la Agencia Espacial Europea.

## Trayectoria
En 2009, completó la ingeniería en química industrial la Universidad de Nueva Gales del Sur. En 2014 obtuvo su doctorado por su investigación sobre el almacenamiento de hidrógeno con borohidruros en la misma universidad. Después se mudó a Bolonia y empezó a trabajar en el Instituto de Microelectrónica y Microsistemas (IMM) en el Consejo Nacional de Investigación de Italia.
En la Agencia Nacional de Investigación de Italia (CNR) en Bolonia, trabajó en la producción y caracterización microscópica de nanocompuestos a base de grafeno, en particular estructuras de grafeno en 3D como espumas de grafeno, como parte de Graphene Flagship de la UE. Esto incluyó la investigación de la gravedad cero en 2018, estudiando la aplicación de tubos de calor de bucle para la gestión del calor de los satélites. Ocupó el cargo de física atmosférica y meteoróloga en la base de investigación de la antártica franco-italiana en la Base Concordia durante la campaña de invierno de 2019 "DC15" y la temporada de verano 2020-21.

## Reconocimientos
Durante su etapa en la Universidad de Nueva Gales del Sur le fue concedida la medalla universitaria en química industrial en 2009, el premio Heinz Harant en 2011 y el Premio a la Excelencia en Investigación de la Universidad de Nueva Gales del Sur por su doctorado.
El embajador de Australia en Italia presentó a Christian como parte del Día Internacional de la Mujer y la Niña en la Ciencia 2021.

## Biografía
Nació en Kent, Inglaterra, de padres neozelandeses, a los cinco años se mudó con su familia a Wollongong, Australia. Asistió a The Illawarra Grammar School y formó parte del equipo del campeonato internacional de 2002 del Future Problem Solving Program International. Tiene las nacionalidades británica, italiana, australiana y neozelandesa.